# Eli Cross
Eli Cross est un réalisateur américain de films pornographiques. Il a été managing director d'Adult Video News, sous le nom de Mark Logan, jusqu'en avril 2000.

## Distinctions
- 2015 :
  - AVN Hall of Fame[4]
  - XBIZ Awards[5] :
    - réalisateur de l'année - film scénarisé (Director of the Year - Feature Release) pour Wetwork
    - meilleure photographie (Best Cinematography) pour Wetwork) (avec Nic Danger et Alex Ladd)
- 2012 AVN Award de la meilleure photographie (Best Cinematography) pour Spider-Man X: A Porn Parody (Vivid Entertainment Group, avec Axel Braun)[6]
- 2009 AVN Award de meilleur réalisateur - titre non scénarisé (Best Director - Non Feature) pour Icon[7]
- 2008 AVN Award[8] :
  - meilleur scénario - vidéo (Best Screenplay – Video) pour Upload (avec Alvin Edwards)
  - meilleure prestation non-sexuelle (Best Non-Sex Performance) pour Upload (sous son vrai nom de Bryn Pryor)
- 2007 AVN Award[9] :
  - meilleur réalisateur - vidéo pour Corruption
  - meilleur scénario - vidéo (Best Screenplay – Video) pour Corruption (avec Alvin Edwards)
  - meilleur montage - vidéo (Best Editing - Video) pour Corruption (sous le nom de Mark Logan, avec Robin Dyer)
  - meilleure prestation non-sexuelle (Best Non-Sex Performance) pour Corruption (sous son nom Bryn Pryor de naissance)

## Filmographie succincte
- Corruption (SexZ Pictures, 2006)
- Upload (SexZ Pictures, 2007)
- Icon (SexZ Pictures, 2008)